# Kappa de l'Àguila
Kappa de l'Àguila (κ Aquilae) és una estrella de la constel·lació de l'Àguila, (Aquila).
Kappa de l'Àguila és una estrella gegant blava-blanca del tipus B amb una magnitud aparent de +4,93. Està aproximadament a uns 1.460 anys llum de la Terra.